# Gendarme (grade)
Pour les articles homonymes, voir Gendarme.
Le grade de gendarme est un grade spécifique de la Gendarmerie nationale. Il est nommé garde dans la Garde républicaine. Il est situé dans la hiérarchie militaire entre celui de sergent (ou maréchal des logis ou second maître) et celui de sergent-chef (ou maréchal des logis-chef ou maître). 
Le grade de gendarme n'est pas à confondre avec celui de maréchal des logis qui est également un grade de sous-officier, présent dans l'Institution, dans le Corps de soutien technique et administratif de la Gendarmerie nationale (CSTAGN), celui des gendarmes adjoints volontaires (GAV) et de la réserve opérationnelle de la gendarmerie.

## Histoire
L'ordonnance du 28 avril 1778 assimile la hiérarchie de la Maréchaussée à celle de la cavalerie : l'archer devient alors le cavalier et est assimilé au grade de brigadier de la cavalerie. Après cinq ans de service dans ce grade, les cavaliers peuvent prétendre au grade de brigadier (équivalent de maréchal des logis-chef aujourd'hui), qui est chef de brigade. Les postes de cavaliers de la Maréchaussée sont données aux cavaliers, dragons et hussards de la cavalerie mesurant au minimum 5 pieds et 4 pouces (environ 1,63 m), sachant lire et écrire et ayant une ancienneté de 16 ans de service. Contrairement aux maréchaux-des-logis (équivalent d'adjudant aujourd'hui), les cavaliers n'ont pas le statut de bas-officier (sous-officier aujourd'hui).
Le 16 février 1791, la Maréchaussée prend le nom de Gendarmerie nationale. Le terme de cavalier est alors remplacé par celui de gendarme. Le temps de service imposé dans les troupes de ligne pour pouvoir prétendre au poste de gendarme passe de 16 à 25 ans. Les brigades sont composées de cinq militaires et sont commandées soit par un brigadier soit un maréchal-des-logis.
Le décret du 21 février 1918 donne le rang de sous-officier aux gendarmes, avec la particularité du grade de gendarme, qui sera ainsi situé entre celui de sergent (et équivalent) et sergent-chef (et équivalent) afin de pouvoir mieux s'imposer dans les tranchées pour leurs nombreuses missions de prévôté.
Avec la création de la Garde républicaine mobile en 1926, les gendarmes de ces unités prennent l'appellation de gardes comme leurs homologues de la Garde Républicaine de Paris qui a rejoint la gendarmerie en 1849.
En 1954, la Garde républicaine devient la Gendarmerie mobile. Depuis cette date, les gardes républicains désignent uniquement le premier grade de sous-officiers de gendarmerie engagés et de carrière de la Garde républicaine de Paris.

## Formation

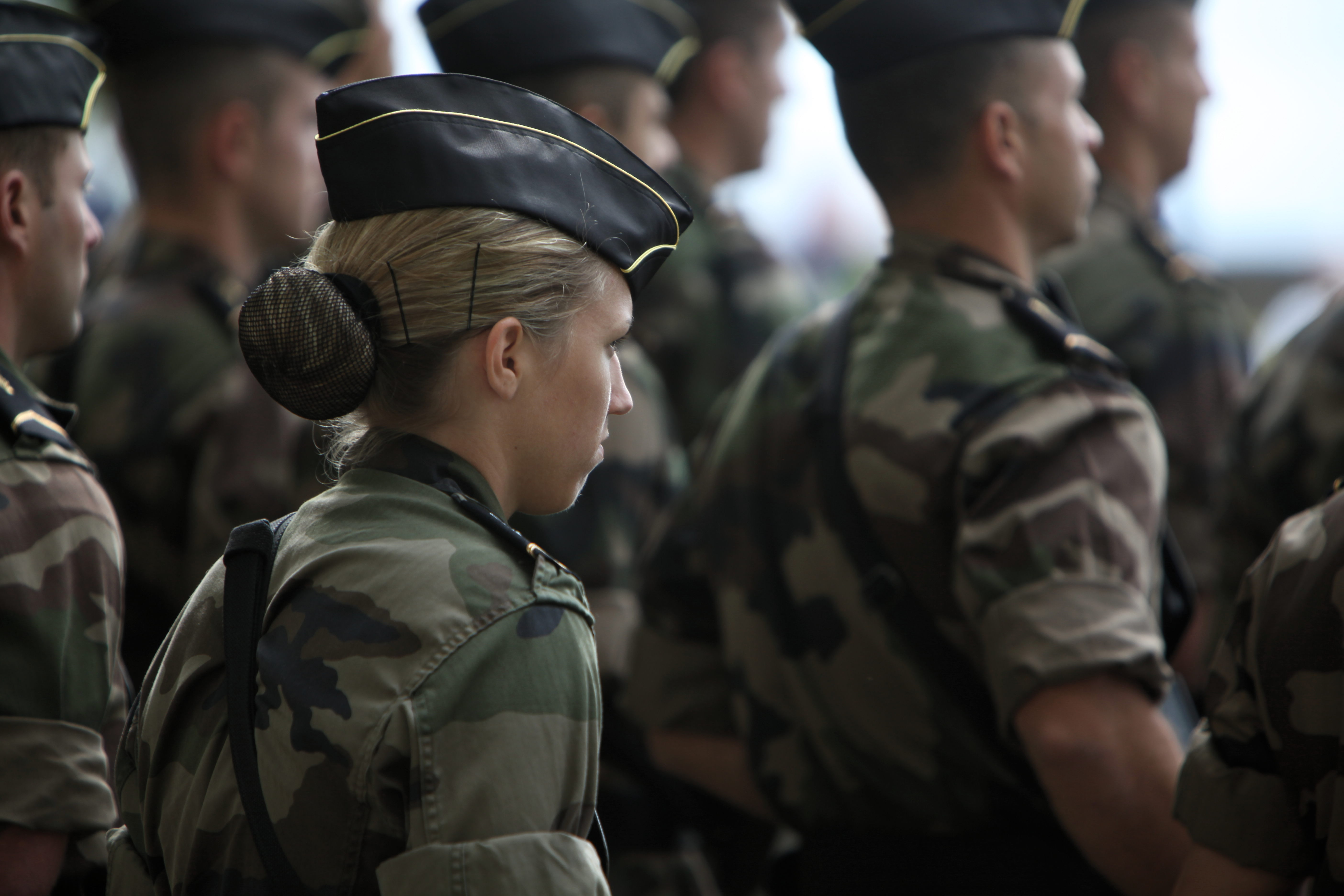
Élèves-gendarmes de l'école de Gendarmerie de Châteaulin.

Le recrutement des gendarmes est ouvert à toute personne de nationalité française titulaire d'un baccalauréat, aux gendarmes adjoints volontaires, aux réservistes de la Gendarmerie, aux militaires des autres armées et aux adjoint de sécurité de la Police Nationale, âgés au minimum de 17 ans et au maximum de 35 ans. La sélection se fait par la voie d'un concours externe et d'un concours interne.
Les candidats admis sont formés dans l'une des cinq écoles de formation initiale des gendarmes sous-officiers de la Gendarmerie nationale (Chaumont, Châteaulin, Montluçon, Tulle et Dijon). A l'issue de la phase de formation théorique en école, les élèves-gendarmes sont mutés dans une brigade de la Gendarmerie départementale, un escadron de la Gendarmerie mobile ou d'une compagnie de la Garde républicaine en qualité d'agent de police judiciaire (APJ), afin de suivre une période d'application, encadrée par un tuteur.

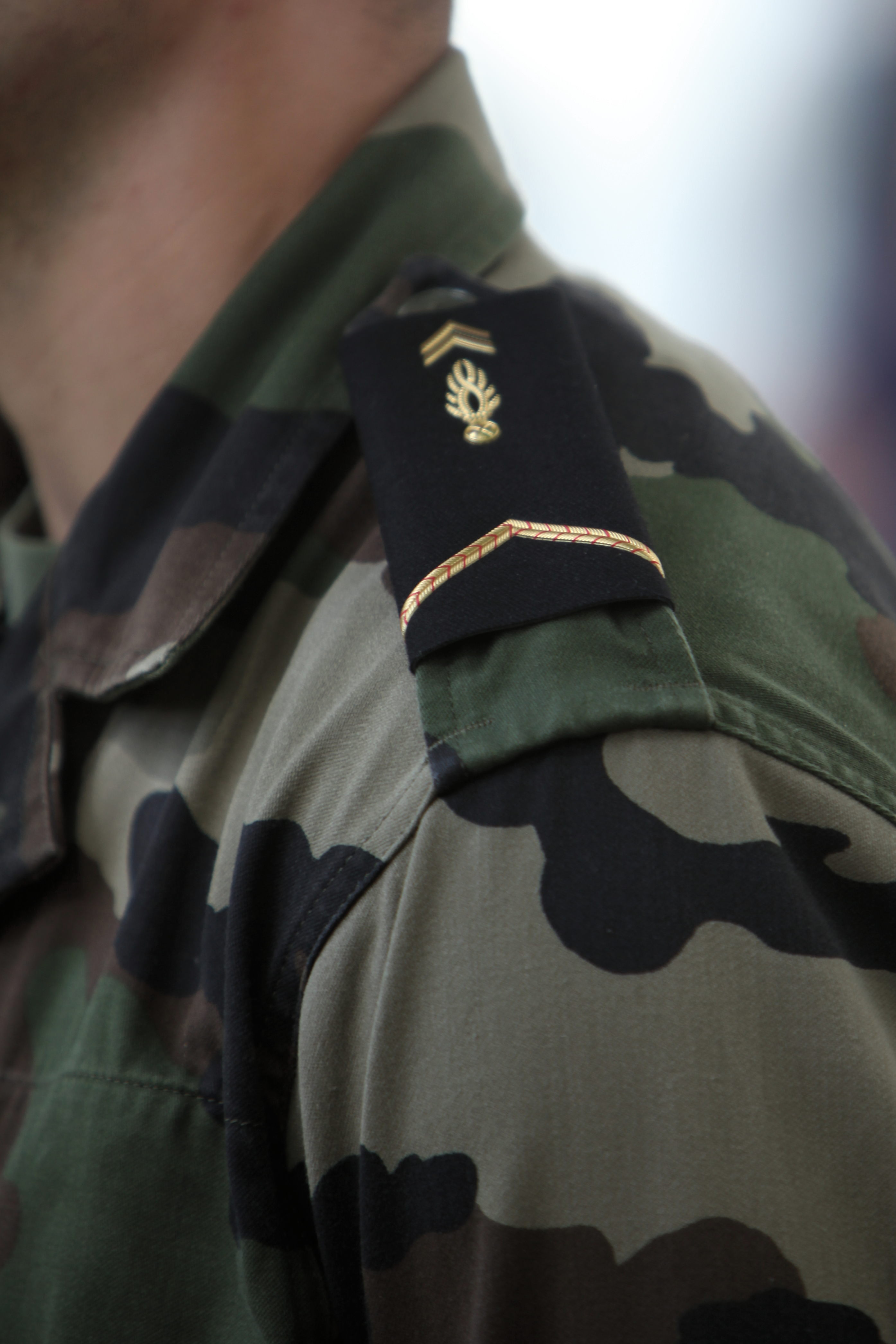
Galon d'un élève-gendarme de l'école de Gendarmerie de Châteaulin.

La formation, d'une durée totale de douze mois, est sanctionnée par l'obtention du certificat d'aptitude gendarmerie (CAG).
Certains élèves, aux compétences particulières, ont la possibilité, au cours de la formation, de passer des tests de sélection afin d'intégrer le régiment de cavalerie de la Garde républicaine, l'escadron motocycliste de la Garde républicaine, la fanfare de la Garde républicaine, les orchestres de la Garde républicaine et de la Gendarmerie Mobile, les unités de montagne de la Gendarmerie nationale ou les forces aériennes de la Gendarmerie nationale.
Pendant tout le temps de la formation, les élèves ont l'appellation d'élève-gendarme (ce n'est pas un grade à proprement parler). En raison de la couleur dorée et de la finesse du chevron, le galon des élèves-gendarmes est surnommé la frite. Les attributs des fourreaux contiennent la grenade "en bois de cerf" surmontée de deux soutaches. Les attributs sont de couleurs dorés pour les hommes, et argentés pour les femmes.

Élève-gendarme masculin
Élève-gendarme féminin

## Gendarme en unité opérationnelle

### Gendarme sous-contrat
À la suite de la formation, les élèves-gendarmes accèdent au grade de gendarme (ou de garde pour la garde républicaine).
Ils peuvent alors passer des tests de sélection afin d'accéder à certaines technicités, spécialités (Motocycliste, maître de chien) ou unités (Peloton d'intervention), ou rejoindre une unité de formation spécialisée (Gendarmerie de l'air et de l'espace, Gendarmerie maritime, Gendarmerie des transports aériens, etc.).
Les gendarmes nouvellement nommés, appelés alors gendarmes sous-contrat, portent des galons à un chevron pour les différencier de leurs camarades gendarmes de carrière qui en possèdent deux. Ils sont surnommés monogalon.

Gendarme sous-contrat de la Gendarmerie départementale
Gendarme sous-contrat de la Gendarmerie mobile
Garde sous-contrat de la Garde républicaine

### Gendarme de carrière

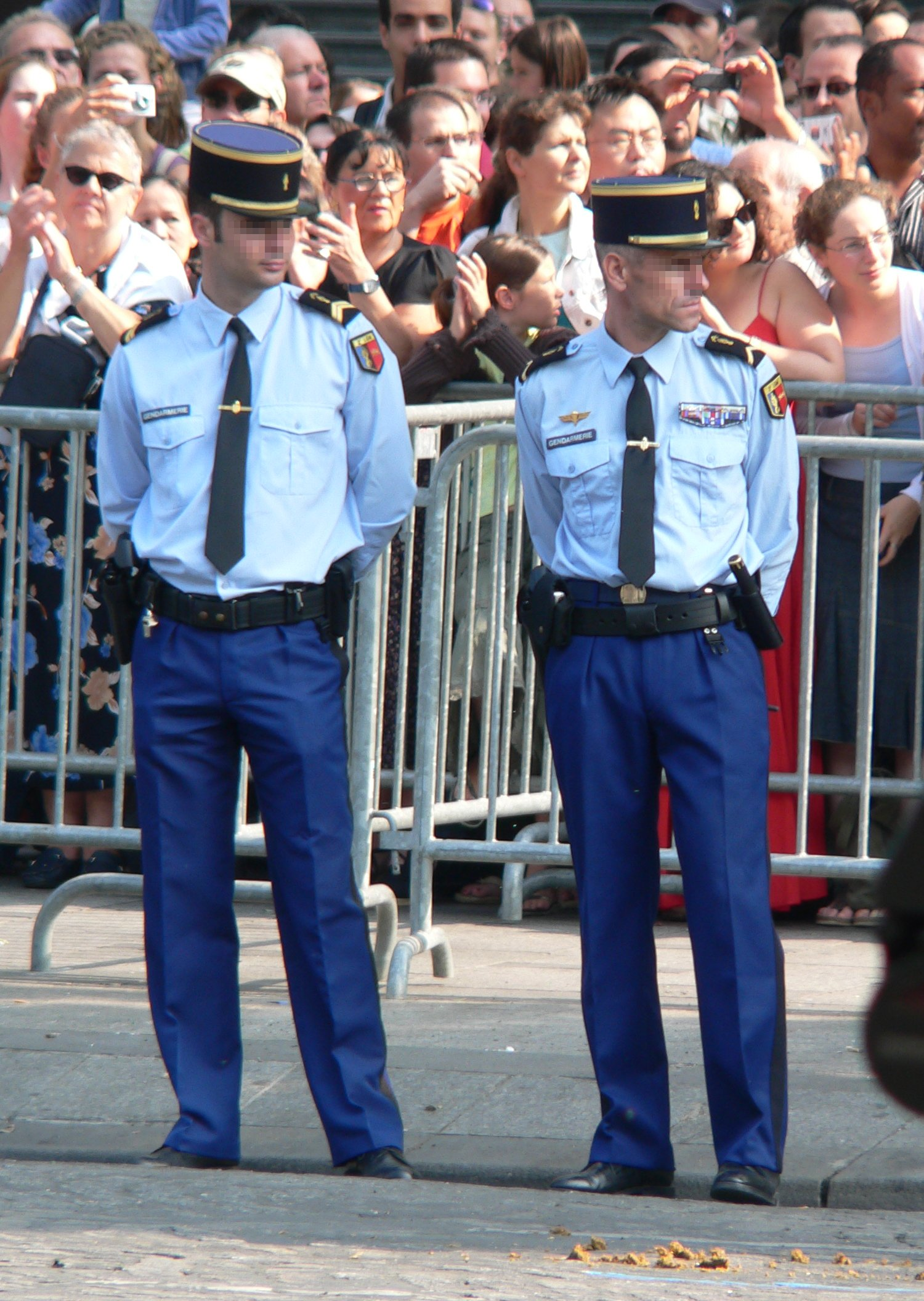
Gendarmes de carrière (à gauche) et sous-contrat (à droite) de la 2nde Légion de Gendarmerie Mobile.

Le gendarme sous-contrat peut prétendre au rang de sous-officier de carrière (SOC) après avoir :
- accompli au moins quatre années de service militaire effectif ;
- détenu un grade de sous-officier de gendarmerie depuis une année[7] ;

Il porte alors des galons à deux chevrons, pour le différencier des gendarmes sous-contrat.

Gendarme de carrière de la Gendarmerie départementale
Gendarme de carrière de la Gendarmerie mobile
Garde de carrière de la Garde républicaine
Gendarme de la Gendarmerie de l'air et de l'espace
Gendarme de la Gendarmerie maritime

## Avancement
Une fois sous-officier de carrière (SOC), le gendarme accède au grade de maréchal des logis-chef (MDC), le mois suivant l'obtention d'un titre professionnel (officier de police judiciaire, diplôme d'arme, technicien des systèmes d'information et de communication...), s'il a au moins deux années d'ancienneté dans le grade de gendarme. Les gendarmes n'ayant aucun titre professionnel peuvent également prétendre au grade de chef, après quinze années d'ancienneté de service.

## Réserve opérationnelle
Les brigadiers-chef de réserve (BRCR) ayant la qualité d'agent de police judiciaire adjoint (APJA), titulaires du diplôme de gendarme adjoint à la réserve (DGAR) et ayant servi au mois six mois dont au moins deux mois d'ancienneté dans le grade de brigadier-chef de réserve peuvent prétendre au grade de gendarme de réserve (GNDR). Ils portent alors un galon à un chevron argenté sur fond noir, identique à celui du gendarme sous-contrat. Les gendarmes adjoints volontaires du grade de brigadiers-chef APJA peuvent prétendre au grade de gendarme de réserve, une fois rendus à la vie civile. Les gendarmes adjoints volontaires du grade de maréchal des logis, dans la même situation, le deviennent d'office.
En 2015, la réserve de la gendarmerie mobile est supprimée au profit de la réserve territoriale. Les gendarmes de réserve issus des unités de gendarmerie mobile peuvent garder leurs galons à chevron(s) doré(s).
Les gendarmes de carrière à la retraite et ayant rejoint les rangs de la réserve opérationnelle conservent, quant à eux, leurs galons à deux chevrons. Conformément à l'article 20-1 du code de procédure pénale, ils conservent également leur qualité d'agent de police judiciaire.

## Képi
Le galon, la soutache et les montants du képi de gendarme sont tous composés d'un liseré blanc (Gendarmerie départementale et Corps de soutien technique et administratif de la Gendarmerie nationale), jaune (Gendarmerie mobile) ou rouge (Garde Républicaine). Le bande du galon d'élite est de la même couleur.
La jugulaire et la grenade sont de couleur blanche (Gendarmerie départementale et Corps de soutien technique et administratif de la Gendarmerie nationale) ou jaune (Gendarmerie mobile ou Garde Républicaine).